# Kafa jezik
Kafa jezik (caffino, kaffa, kaficho, kefa, keffa, manjo; ISO 639-3: kbr), jedan od dva južnih gonga jezika, šira skupina gonga-gimoja, afrazijska porodica. Njime govori 570 000 ljudi (1994 popis) u regiji Kafa, osobito na području grada Bonga. 
Pripadnici etničke grupe zovu se Kafecho, a facijalnim izgledom razlikuju od naroda Manja. Dijalekt manja, možda je i poseban jezik.

## Glasovi
27: b p p' "d "t "t' g k k' f S m "n w "rr "l j ? h i "e a "o u dZ tS tS'

## Vanjske poveznice
- Ethnologue (14th)
- Ethnologue (15th)